# Bisbat d'Apatzingán
El bisbat d'Apatzingán (castellà: Diócesis de Apatzingán, llatí: Dioecesis Apatzinganiensis) és una seu de l'Església Catòlica a Mèxic, sufragània de l'arquebisbat de Morelia, i que pertany a la regió eclesiàstica Don Vasco. Al 2012 tenia 370.000 batejats sobre una població de 400.000 habitants. Actualment està regida pel bisbe Cristóbal Ascencio García.

## Territori
La diòcesi comprèn tot l'estat mexicà de Michoacán.
La seu episcopal és la ciutat de Apatzingán, on es troba la catedral de l'Immaculada Concepció.
El territori s'estén sobre 13.102 km², i està dividit en 27 parròquies.

## Història
La diòcesi va ser erigida el 30 d'abril de 1962 mitjançant la butlla Quo aptius christifidelium del Papa Joan XXIII, prenent el territori dels bisbats de Colima i de Tacámbaro.
L'11 d'octubre de 1985 cedí una porció del seu territori a benefici de l'erecció del bisbat de Ciudad Lázaro Cárdenas.

## Cronologia episcopal
- Victorino Álvarez Tena † (24 de maig de 1962 - 14 de febrer de 1974 nomenat bisbe de Celaya)
- José Fernández Arteaga (13 luglio 1974 - 8 de febrer de 1980 nomenat bisbe de Colima)
- Miguel Patiño Velázquez, M.S.F. (9 d'abril de 1981 - 17 de novembre de 2014 jubilat)
- Cristóbal Ascencio García, des del 17 de novembre de 2014

## Estadístiques
A finals del 2012, la diòcesi tenia 370.000 batejats sobre una població de 400.000 persones, equivalent al 92,5% del total.
| any  | població | població | població | sacerdots | sacerdots       | sacerdots       | sacerdots             | diaques | religiosos | religiosos | parròquies |
| ---- | -------- | -------- | -------- | --------- | --------------- | --------------- | --------------------- | ------- | ---------- | ---------- | ---------- |
| any  | batejats | total    | %        | total     | clergat secular | clergat regular | batejats por sacerdot | diaques | homes      | dones      |            |
| 1966 | 197.000  | 201.000  | 98,0     | 47        | 41              | 6               | 4.191                 |         | 11         | 48         | 19         |
| 1970 | ?        | 273.041  | ?        | 51        | 43              | 8               | ?                     |         | 13         | 45         | 19         |
| 1976 | 580.000  | 600.000  | 96,7     | 49        | 40              | 9               | 11.836                |         | 19         | 64         | 33         |
| 1980 | 777.000  | 829.000  | 93,7     | 43        | 35              | 8               | 18.069                | 2       | 17         | 50         | 30         |
| 1990 | 598.000  | 648.000  | 92,3     | 47        | 45              | 2               | 12.723                |         | 6          | 92         | 23         |
| 1999 | 679.600  | 755.200  | 90,0     | 54        | 51              | 3               | 12.585                |         | 6          | 105        | 25         |
| 2000 | 685.800  | 762.100  | 90,0     | 53        | 50              | 3               | 12.939                |         | 6          | 112        | 25         |
| 2001 | 630.000  | 700.000  | 90,0     | 53        | 50              | 3               | 11.886                |         | 7          | 115        | 25         |
| 2002 | 630.000  | 700.000  | 90,0     | 58        | 55              | 3               | 10.862                |         | 3          | 130        | 26         |
| 2003 | 630.000  | 700.000  | 90,0     | 56        | 53              | 3               | 11.250                |         | 3          | 134        | 26         |
| 2004 | 630.000  | 700.000  | 90,0     | 55        | 55              |                 | 11.454                |         |            | 134        | 26         |
| 2006 | 646.000  | 718.000  | 90,0     | 56        | 56              |                 | 11.535                |         |            | 132        | 26         |
| 2012 | 370.000  | 400.000  | 92,5     | 62        | 62              |                 | 5.967                 |         |            | 127        | 27         |